# Revaprazan
Revaprazan (tên thương mại Revanex) là một loại thuốc làm giảm bài tiết axit dạ dày được sử dụng để điều trị viêm dạ dày. Nó hoạt động như một chất đối kháng bơm axit  (thuốc chẹn axit cạnh tranh kali). Revaprazan được chấp thuận sử dụng ở Hàn Quốc, nhưng không được chấp thuận ở Châu Âu hoặc Hoa Kỳ.